# Rosenlundshallen
Rosenlundshallen var en ishall i Rosenlund i Jönköping i Sverige, som ursprungligen användes som hemmaplan av flera olika lokala ishockeyklubbar. Från säsongen 1971–1972 fungerade den främst som hemmaplan för HV71.

## Historik
Den 14 december 1956 beslutade Jönköpings stadsfullmäktige att på orten bygga en mässhall, som även innehöll en konstfryst isbana. Ishallen Rosenlundshallen invigdes den 11 december 1958, där de lokala ishockeylagen Husqvarna IF, Vättersnäs IF och IK Reif spelade sina hemmamatcher och tränade. Rosenlundshallen kallades oftast Ispalatset de första åren.
Då Rosenlundshallen invigdes, kallades den Nordens första moderna ishall. Dock har tak över isrinkar funnits i Sverige sedan början av 1930-talet (se Lindarängens ispalats, och 1956 fick Kiruna en isrink med tak, Matojärvi ishall). Rosenlundshallen blev känd för god stämning och fin atmosfär, och många motspelare och domare upplevde att de sällan fick höra hot och glåpord eller på andra sätt blev hånade av publiken.
Bengt Palmberg var arkitekt. Den hängande takkonstruktionen var länge ett kännetecken. Många av matcherna drog stor publik. I Rosenlundshallen kom senare att anordnas världsmästerskapstävlingar i curling 1985, handbollslandskamp för herrar mellan Sverige och Östtyskland 27 november 1980 (som Östtyskland vann med 25-16), fäktning vid världsmästerskapstävlingarna i modern femkamp i Jönköping 1967 samt boxningsgalor med bland andra Bosse Högberg och Floyd Patterson samt Europamästerskapstävlingar i brottning 1984. Här har även hållits utställningar, väckelsemöten samt popkonserter, och allmänhetens åkning.
I mitten av 1980-talet renoverades Rosenlundshallen, och norra ståplatsläktaren ersattes av sittplatser. Under 1990-talet utsattes hallen allt oftare för kritik. Rosenlundshallen sades vara för "gammal", "liten" och "sliten". En ny ishall måste byggas, ansåg många. Då HV71 blev svenska mästare i ishockey för herrar säsongen 1994–1995 menade många: "Sveriges bästa ishockeylag spelar sina hemmamatcher i Sveriges sämsta ishall". I slutet av 1990-talet köpte HV71 in Rosenlundshallen från ägaren Jönköpings kommun, och sedan kunde bygget av Kinnarps Arena påbörjas på samma ställe som Rosenlundshallen låg.
Då grundserien av Elitserien 1998–1999 avslutats den 11 mars 1999 stod det klart att HV71 missat SM-slutspelet. På morgonen dagen därpå påbörjades ombyggnaden.
Den 17 september 1999 påbörjades bygget av Kinnarps Arena utanpå Rosenlundshallen, medan HV71 under säsongen 1999–2000 fortfarande spelade sina hemmamatcher i Rosenlundshallen. I mitten av år 2000 revs taket, och delar av läktarna, på Rosenlundshallen och i september samma år stod Kinnarps Arena färdig, lagom till premiären av Elitserien 2000–2001.